# Rudlice
Pour l’article homonyme, voir Rudlice (Pologne).
Rudlice (en allemand : Rudlitz) est une commune du district de Znojmo, dans la région de Moravie-du-Sud, en République tchèque. Sa population s'élevait à 98 habitants en 2020.

## Géographie
Rudlice se trouve à 11 km au nord de Znojmo, à 49 km au sud-ouest de Brno et à 172 km au sud-est de Prague.
La commune est limitée par Vevčice au nord-ouest, par Mikulovice au nord-est, par Němčičky à l'est, par Plaveč au sud et par Hluboké Mašůvky à l'ouest.

## Histoire
La première mention écrite de la localité date de 1365.